# Wahlenbergia albens
Wahlenbergia albens là loài thực vật có hoa trong họ Hoa chuông. Loài này được (Spreng. ex A.DC.) Lammers miêu tả khoa học đầu tiên năm 1995.